# Parvoraphidia
Parvoraphidia is een geslacht van kameelhalsvliegen uit de familie van de Raphidiidae. 
Parvoraphidia werd voor het eerst wetenschappelijk beschreven door H. Aspöck & U. Aspöck in 1968.

## Soorten
Het geslacht Parvoraphidia omvat de volgende soorten:
- Parvoraphidia aluada (H. Aspöck & U. Aspöck, 1975)
- Parvoraphidia aphaphlyxte (H. Aspöck & U. Aspöck, 1974)
- Parvoraphidia microstigma (Stein, 1863)